# Chủ nghĩa xét lại Trung Hoa

Sự mở rộng lãnh thổ Trung Hoa qua các thời kỳ.

Chủ nghĩa phục hồi lãnh thổ Trung Hoa là chủ nghĩa dân tộc mang tính bành trướng trong lịch sử của Trung Quốc, và được đúc kết thông qua những hành vi xâm chiếm lãnh thổ và bành trướng trong lịch sử Trung Hoa và bắt đầu kể từ thời Nhà Tần và đã kéo dài cho đến bây giờ.